# امپدانس مکانیکی
امپدانس مکانیکی از ویژگی‌های ذاتی و دینامیک یک سیستم مکانیکی است که با میزان مقاومت سیستم در مقابل حرکت زمانی که نیروی هارمونیکی بر آن اعمال می‌شود شناخته و اندازه‌گیری می‌شود. امپدانس مکانیکی یک نقطه عبارتست از نسبت نیروی وارد شده در آن نقطه به سرعت حاصل شده در آن نقطه. امپدانس مکانیکی را می‌توان از تقسیم لاپلاس نیرو بر لاپلاس سرعت سیستم محاسبه نمود. برای محاسبه سیگنال زمانی امپدانس بجای لاپلاس می‌بایست از تبدیل هیلبرت استفاده کرد. میزان امپدانس مکانیکی یک سیستم تابعی از فرکانس تحریک می‌باشد. به‌طور عمومی امپدانس عددی مختلط است که در یک سیستم خطی ساده بخش حقیقی امپدانس نماینده اثر میراگر و بخش موهومی آن نمایانگر اثر توأم فنر و جرم می‌باشد.

امپدانس مکانیکی عکس ادمیتانس یا حرکت پذیری (موبیلیته) است. امپدانس مکانیکی تابعی از فرکانس {\displaystyle \omega } نیروی اعمال شده و نسبت به تغییرات آن می‌تواند بسیار متغیر باشد. در فرکانس تشدید، امپدانس مکانیکی کمتر خواهد بود، این بدان معنی است که نیروی کمتری برای حرکت سیستم با سرعت مشخص نیاز است.  مثال ساده از آن، هل دادن یک بچه توی تاب است. برای بیشترین دامنه حرکت تاب، فرکانس هل دادن باید نزدیک فرکانس تشدید سیستم باشد.

{\displaystyle \mathbf {F} (\omega )=\mathbf {Z} (\omega )\mathbf {v} (\omega )}